# Karelin Bay
Die Karelin Bay (russisch Бухта Карелина Buchta Karelina) ist eine buchtartige Vertiefung im nördlichen Teil des West-Schelfeises vor der Küste des ostantarktischen Prinzessin-Elisabeth-Lands. Leskov Island liegt unmittelbar südöstlich dieser Bucht. 
Teilnehmer einer sowjetischen Antarktisexpedition kartierten sie 1956. Sie benannten sie nach dem sowjetischen Meteorologen Dmitri Borisowitsch Karelin (1913–1953), einem Pionier der Meereisforschung und der Entwicklung von Vorhersagen zu dessen Ausdehnung. Das Advisory Committee on Antarctic Names übertrug die russische Benennung im Jahr 1971 ins Englische.